# Wroxeter
Wroxeter – wieś w Anglii, w hrabstwie Shropshire. Leży 9 km na południowy wschód od miasta Shrewsbury i 216 km na północny zachód od Londynu.

## Historia
W 54 roku założony został tu rzymski garnizon. Z czasem wokół garnizonu powstała osada, która rozwinęła się w jedną z największych osad rzymskich w Wielkiej Brytanii.